# Новая Сербия (партия)
Новая Сербия (серб. Нова Србија) — политическая партия в современной Сербии консервативной ориентации.

## История
Партия была основана в 1997 году группой членов Сербского движения обновления. Председателем партии является Велимир Илич.
В 2000 году партия участвовала в парламентских выборах в составе Демократической оппозиции Сербии и получила 8 депутатских мест. В 2003 году партия выступила в коалиции со своим прародителем — партией Сербское движение обновления — и получила 9 мест. На выборах 2007 и 2008 годов партия выступала в союзе с Демократической партией Сербии Воислава Коштуницы и получила 10 и 9 мест соответственно.
Единственным министром от партии был лидер партии Велимир Илич, который в 2004-07 был министром инвестиций, а в 2007-08 — министром инфраструктуры. В настоящее время партия находится в оппозиции правительству Мирко Цветковича.